# Grootloge van België

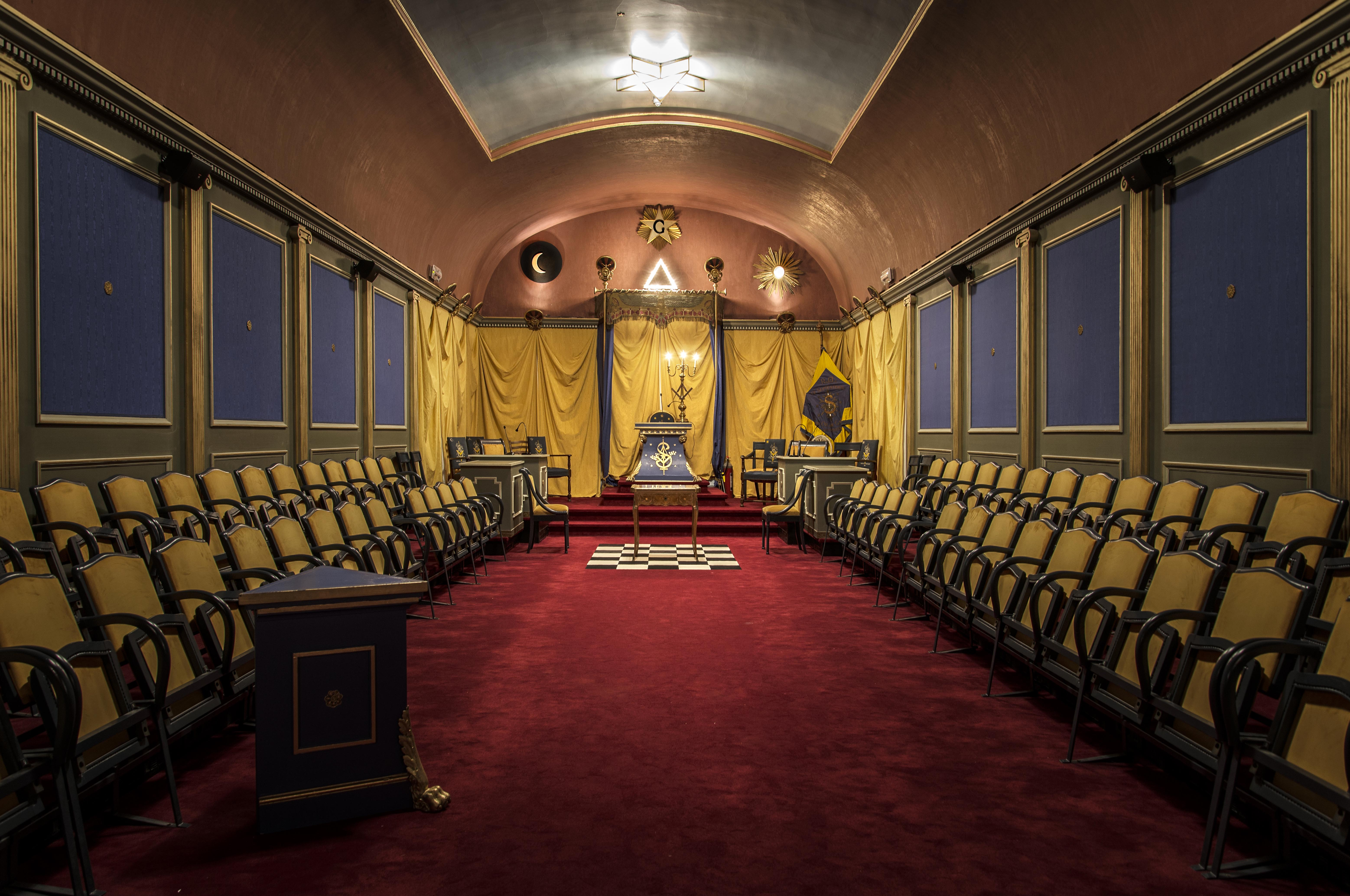
Gentse vrijmetselaarsloge Septentrion.

De Grootloge van België (G.L.B.) is een Belgische obediëntie (koepelorganisatie van vrijmetselaarsloges) die uitsluitend toegankelijk is voor mannen en werkt in de drie symbolische basisgraden van leerling, gezel en meester.

## Wezen
De Grootloge van België behoort tot de zogenaamde adogmatische of liberale strekking binnen de vrijmetselarij. Alle loges van de GLB openen en sluiten hun zittingen onder de bescherming van de Opperbouwmeester van het Heelal en de bijbel is steeds in hun werkplaatsen aanwezig. Ze stellen elk dogma of verplicht geloof in een geopenbaarde god af te wijzen. Het staat de leden vrij te geloven of niet. De grote meerderheid van de leden is atheïst of agnost. De gewetensvrijheid van de leden gaat voor hen boven alles. Deze loges staan een absolute scheiding van Kerk en Staat voor. Om die redenen noemen de Angelsaksische loges deze loges, die in België, Frankrijk, Spanje, Italië en Latijns-Amerika het overwicht binnen de vrijmetselarij vormen irregulier.
De waarden die hierbij centraal staan zijn de revolutionaire beginselen vrijheid, verdraagzaamheid, gelijkheid en broederlijkheid. Dit vertaalt zich in een gerichtheid op universalisme en kosmopolitisme en een radicale verdediging van het concept van de rechten van de mens.

## Geschiedenis
Op 4 december 1959 ontving het Grootoosten van België bij aangetekend schrijven het ontslag van vijf loges: La Parfaite Intelligence et l’Etoile Réunies uit Luik, La Constance uit Leuven, Marnix van Sint-Aldegonde uit Antwerpen, Tradition et Solidarité uit Brussel en Septentrion uit Gent.
Twee dagen later werd in Luik de Grootloge van België opgericht. De loges die zich afsplitsten wilden hierdoor opnieuw een internationale erkenning als reguliere vrijmetselaarsobediëntie krijgen.
De Antwerpse normaalschooldirecteur en biograaf van Willem Elsschot, Frans Smits (1891-1968), werd tot eerste grootmeester verkozen.
Weldra volgden nog verschillende werkplaatsen, waarvan sommige, zoals De Zwijger uit Gent en Les Amis du Commerce et la Persévérance Réunis uit Antwerpen zich in twee groepen splitsten. De ene helft bleef bij het Grootoosten van België en de andere helft ging over naar de Grootloge van België.
De United Grand Lodge of England erkende in 1964 de Grootloge van België als regulier. Na enkele decennia werd deze erkenning echter terug ingetrokken.
Vrijmetselaars die het Grootoosten van België al voor 1959 de rug hadden toegekeerd en zich hadden aangesloten bij de Grande Loge de France, traden eveneens toe. Eén onder hen was ingenieur Jean Ladrière (1921-1977), de stichter van de Belgische afdeling van de Kiwanis serviceclubs.
De Reguliere Grootloge van België ontstond op 15 juni 1979 als afscheuring van de Grootloge van België in een nieuwe poging om internationaal als reguliere obediëntie te worden erkend.
Rik Van Aerschot was een van de latere grootmeesters van de Grootloge van België.

## Organisatie

### Juridisch
De obediëntie is een vereniging zonder winstoogmerk. De hoofdzetel van de obediëntie is gevestigd in het tempelcomplex te Brussel.
Ook aanverwante initiatieven en afzonderlijke loges hebben het statuut van een rechtspersoon.

### Structureel
De Grootloge van België is een Belgische federatieve obediëntie van vrijmetselaarsloges wiens lidmaatschap exclusief voor mannelijke vrijmetselaars is. Het staat de individuele loges echter vrij gemeenschappelijke zittingen te organiseren met bevriende loges die exclusief dames opnemen, of een gemengd karakter hebben.

### Statistisch
De Grootloge van België telde in 1973 ongeveer 2.000 leden verspreid over 30 loges. In 2006 bedraagt het ledenaantal naar verluidt ongeveer 2.500, uitsluitend mannelijke, leden, verspreid over 52 werkplaatsen:
- 18 in Wallonië (uitsluitend Franstalig)
- 15 in Brussel (waarvan 13 Franstalige, 1 Nederlandstalig en 1 tweetalig loge)
- 19 in Vlaanderen (waarvan 16 Nederlandstalige en 3 Franstalige loges)

Gemiddeld zouden er dus ongeveer 48 logebroeders per loge zijn.
Net zoals de andere Belgische obediënties, publiceert de Grootloge van België de identiteit van haar verantwoordelijken niet op haar website.

## Aangesloten loges

### België
- Aarschot:
  - nº 29 : De Wijngaerdenranck (1973) - Nederlandstalig overgegaan naar R.L.G.B. (1979) (***)
- Antwerpen:
  - nº 5 : Marnix van Sint-Aldegonde (1889) - Nederlandstalig overgekomen van G.O.B. (1959) (*)
  - nº 9 : La Concorde Universelle (1775/1959) - Franstalig overgekomen van G.O.B. (1960)
  - nº 32 : De Gulden Passer (1972) - Nederlandstalig
  - nº 50 : Trigonum (1988) - Nederlandstalig
- Bergen:
  - nº 25 : King Leopold I (1968) - Engelstalig overgegaan naar R.G.L.B. (1979) (***)
  - nº 33 : La Ligne Equitable (1785/1972) - Franstalig
  - nº 60 : Le Dodécaèdre (1996) - Franstalig
- Brugge:
  - nº 49 : Ulenspiegel (1989) - Nederlandstalig
- Brussel
  - nº 8 : Tradition et Solidarité (1772/1958) - Franstalig (inactief) overgekomen van G.O.B. (1959) (*)
  - nº 13 : Erasmus (1962) - Nederlandstalig
  - nº 15 : Les disciples de Pythagore (1932) - Franstalig overgekomen van S.S.M.M. (1966)
  - nº 16 : La Parfaite Intélligence et l'Etoile Réunis nº 2 (1966) - Franstalig opgericht vanuit G.O.B. (1966)
  - nº 17 : L'Heureuse Rencontre (1966) - Franstalig opgericht vanuit G.O.B.)
  - nº 18 : La Parfaite Amitié (G.L.B.) - Franstalig opgericht vanuit G.O.B. (19XX)
  - nº 23 : L'Union (1962) - Franstalig opgericht vanuit G.O.B. (1962) overgegaan naar R.G.L.B. (1979) (***)
  - nº 26 : Chevalier Ramsay (1964) - Engelstalig overgegaan naar G.L.N.F. (1979) en overgegaan naar R.G.L.B. (1979) (***)
  - nº 30 : L'Equité (1743/1972) - Franstalig (inactief)
  - nº 31 : Les Trois Anneaux (1975) - Franstalig overgegaan naar R.L.G.B. (1979) (***)
  - nº 41 : Catena Fraternitatis (1977) - tweetalig
  - nº ... : Hermès (1980) - Franstalig overgegaan naar G.O.B. (1980)
  - nº 46 : Sint-Jean la Lumière (1986) - Franstalig
  - nº 48 : Saint Michel (1982) - Franstalig overgekomen van G.L.T.S.O. (1989)
  - nº 53 : Charles de Lorraine (1992) - Franstalig
  - n* 55 : L'Arc-en-Ciel (1994) - Franstalig
  - nº 57 : Tradition et Tradition (1995) - Franstalig opgericht vanuit R.G.L.B. (1995)
  - nº 61 : Allos Ego (1996) - Franstalig
  - nº 63 : L'Âne d'Or (1997) - Franstalig opgericht vanuit D.H. en G.O.B. (1997)
  - nº 65 : L'Age d'Or (1997) - Franstalig
  - nº 66 : La Lumière d'Or - Franstalig
- Charleroi:
  - n* 10 : L'Espérance (1959) - Franstalig opgericht vanuit G.O.B. (1960)
  - nº 27 : L'Avenir et l'Espérance (1972) - Franstalig overgegaan naar R.G.L.B. (1979) (***)
- Eupen:
  - nº 43 : Isis und Osiris im Dreiländereck (1978) - Duitstalig
- Genepiën:
  - nº ... : Tradition et Tolérance - Franstalig
- Gent:
  - nº 3 : Le Septentrion (1811) - Franstalig overgekomen van G.O.B. (1959) (*)
  - nº 4 : La Liberté (1865) - Franstalig overgekomen van G.O.B. (1960)
  - nº 6 : De Zwijger G.L.B. (1935) - Nederlandstalig afsplitsing van G.O.B. (1960)
  - nº 20 : Pieter de Zuttere (1966) - Nederlandstalig
  - nº 38 : Labyrint (1977) - Nederlandstalig
  - nº 40 : Mithras (1977) - Nederlandstalig
  - nº 47 : Osiris (1988) - Nederlandstalig
  - nº 70 : Sisyphos (2007) - Nederlandstalig
- Hasselt:
  - nº 14 : La Tolérance (1963) - Nederlandstalig opgericht vanuit G.O.B. (1963)
  - nº 67 : Hart en Rede - Nederlandstalig (XXXX)
- Kortrijk:
  - nº 11 : Concorde et Tolérance (1960) - Nederlandstalig opgericht vanuit G.O.B. (1960)
  - nº 62 : Ontmoeting (1997) - Nederlandstalig
- Leuven:
  - nº 2 : La Constance (1782) - Franstalig overgekomen van G.O.B. (1959) (*) (**)
  - nº 24 : Les Disciples de Salomon (1802/1968) - Nederlandstalig overgegaan naar R.G.L.B. (1979) (***)
  - nº 45 : Andreas Vesalius (1986) - Nederlandstalig
- Libramont:
  - nº 64 : Aurora (1997) - Franstalig opgericht vanuit G.O.B. (1997)
- Luik:
  - nº 1 : La Parfaite Intelligence et l'Étoile Réunies (1775) - Franstalig overgekomen van G.O.B. (1959) overgegaan naar G.O.B. (1970) (**)
  - nº 19 : La Chaîne Universelle (1966) - Franstalig
  - nº 28 : Tradition et Fidelité (1970) - Franstalig opgericht vanuit G.O.B. (1970)
  - nº 39 : La Persévérance (1977) - Franstalig
  - nº 44 : Amour & Concorde (1981) - Franstalig
  - nº 51 : Thélème (1989) - Franstalig
  - nº 54 : La Fraternité - Franstalig overgekomen van S.S.M.M.
  - nº 58 : Acacia (1996) - Franstalig
  - nº 68 : Le Phénix - Franstalig
- Marche-en-Famenne:
  - nº 36 : Les Frères Réunis (1977) - Franstalig
- Mechelen:
  - nº 59 : Christoffel Plantijn (1996) - Nederlandstalig
- Namen:
  - nº 21 : La Parfaite Union - Franstalig
- Oostende:
  - nº 7 : Simon Stevin (1937) - Nederlandstalig overgekomen van G.O.B. (1960)
- Oudenaarde:
  - nº 62 : Ontmoeting in Maarkedal (1997) - Nederlandstalig
- Villers-la-Ville:
  - nº 56 : Saint Jacques (1995) - Franstalig opgericht vanuit G.O.B. (1995)
- Waterloo:
  - nº 22 : La Belle Alliance (1967) - Franstalig
  - nº 34 : Le Marquis de Gages (1977) - Franstalig overgegaan naar R.L.G.B. (1979) (***)
  - nº 35 : Les Trois Briques (1979) - Franstalig overgegaan naar R.L.G.B. (1979) (***)
  - nº 52 : Le Cèdre (1990) - Franstalig
- Inactief:
  - nº 12 : L'Union Bruxelles
  - nº 37
  - nº 42
- Overig:
  - nº 69 : L'Olivier - Franstalig
  - nº 71 : Racines et Lumière (2007) - Franstalig
  - nº 72 : In Candore (2007)
  - nº 73 : AlkemiA (2008)

(*) stichtende loge Grootoosten van België (G.O.B.)

(**) stichtende loge Grootloge van België (G.L.B.)

(***) stichtende loge Reguliere Grootloge van België (R.G.L.B.)

## Grootmeesters
- 1959 - 19.. : Frans Smits
- 19.. - 19..: Adelin Closset
- 1965 - 1967 Julien Van Driessche
- 1968 - 1970 : Charles Wagemans
- 1971 - 1972 : Clément Ceuppens
- 1973 - 1975 : André Van Der Stricht
- 1976 - 1978 : Edwin Commins
- 1979 - 19.. : Herman Buskens
- 19.. - 19.. : Jacques Massagé
- 1992 - 19.. : Matthieu De Donder
- 19.. - 19.. : Edwin Commins
- 19.. - 19.. : Georges Neslany
- 19.. - 19.. : Georges Vandeputte
- 19.. - 19.. : Rik Van Aerschot
- 20.. - 20.. : Jean Van der Avoirt

## Gehanteerde riten
De Grootloge van België beoefent in het Nederlands en in het Frans een veelheid van riten in de drie basisgraden, waaronder:
- de Moderne Franse Ritus (M.F.R.): vult de ambachtelijke symboliek van de Britse erfenis aan met elementen uit de riddertraditie die door de Franse, vaak adellijke Vrijmetselaars was ingevoerd. De Ritus werd in Frankrijk gecodificeerd in 1786. De tijdgeest voegde er elementen aan toe van een verdraagzaam, eerder gesuggereerd dan verklarend christendom.
- de Aloude en Aangenomen Schotse Ritus (A.A.S.R.): die een christelijke inslag heeft.

## Internationale en bilaterale betrekkingen
De obediëntie was van 2011 tot 2020 aangesloten bij de vrijzinnige internationale vrijmetselaarskoepel C.L.I.P.S.A.S. In het verleden maakte zij ook deel uit van de vrijmetselaarskoepel S.I.M.P.A..
De obediëntie heeft hechte banden met het Grootoosten van België, de Le Droit Humain (België) en de Vrouwengrootloge van België waarmee ze de Belgische vrijmetselarij vormt. De loges ervan vergaderen trouwens bijna overal in de lokalen van het Grootoosten. Ze heeft geen relaties met de Reguliere Grootloge van België. 